# Strefa wolnego handlu Unii Europejskiej
Strefa wolnego handlu Unii Europejskiej zawiązana w 1958 roku strefa wolnego handlu. Prawne umocowanie nowej strefy zostało w Traktacie ustanawiającym Europejską Wspólnotę Gospodarczą. W 1968 r. strefa wolnego handlu EWG zastąpiona została silniejszą integracją ekonomiczną w ramach unii celnej. W skład strefy wolnego handlu wchodziły wszystkie państwa EWG, a obecnie wszystkie państwa UE. Porozumienia o Wolnym Handlu zawierane przez UE stają się częścią prawa UE i podlegają rewizji Trybunału Sprawiedliwości, wraz z możliwością powoływania się na nie przez jednostki.

## Strefy wolnego handlu UE z państwami trzecimi
| Strona porozumienia             | Typ porozumienia                                                                 | Status                                                           | Powiązane artykuły                                                             | Przypisy, uwagi                          |
| ------------------------------- | -------------------------------------------------------------------------------- | ---------------------------------------------------------------- | ------------------------------------------------------------------------------ | ---------------------------------------- |
| Europejski Obszar Gospodarczy   | efektywna aplikacja do unijnego acquis communautaire                             | wejście w życie - 1996                                           | Stosunki Norwegii z Unią Europejską; Stosunki Islandii z Unią Europejską       | [ 1 ]                                    |
| Szwajcaria                      | Sektorowa Strefa Wolnego Handlu, porozumienie dwustronne w ramach stowarzyszenia | wejście w życie - 1973                                           | Stosunki Szwajcarii z Unią Europejską                                          | [ 2 ]                                    |
| Turcja                          | unia celna                                                                       | wejście w życie - 2001                                           | Stosunki Turcji z Unią Europejską; Państwa kandydujące do Unii Europejskiej    | [ 3 ]                                    |
| Macedonia                       | Porozumienie Stabilizacji i Stowarzyszenia                                       | wejście w życie - 2001                                           | Stosunki Macedonii z Unią Europejską; Państwa kandydujące do Unii Europejskiej |                                          |
| Bośnia i Hercegowina            | Porozumienie Stabilizacji i Stowarzyszenia                                       | wejście w życie - 2008                                           | Państwa kandydujące do Unii Europejskiej                                       |                                          |
| Albania                         | Porozumienie Stabilizacji i Stowarzyszenia                                       | wejście w życie - 2007                                           | Państwa kandydujące do Unii Europejskiej                                       |                                          |
| Czarnogóra                      | Porozumienie Stabilizacji i Stowarzyszenia                                       | wejście w życie - 2010                                           | Państwa kandydujące do Unii Europejskiej                                       | [ 4 ]                                    |
| Serbia                          | Porozumienie Stabilizacji i Stowarzyszenia                                       | wejście w życie - 2013                                           | Państwa kandydujące do Unii Europejskiej                                       | [ 5 ]                                    |
| Rosja                           |                                                                                  | negocjacje                                                       |                                                                                | [ 6 ]                                    |
| Ukraina                         |                                                                                  | wszedł w życie - 2017 (część przepisów stosowana prowizorycznie) | Stosunki Ukrainy z Unią Europejską                                             | [ 7 ]                                    |
| Mołdawia                        | Umowa Stowarzyszeniowa                                                           | wejście w życie - 2016                                           | Stosunki Mołdawii z Unią Europejską                                            | [ 8 ] [ 9 ]                              |
| Algieria                        | Euro-Sródziemnomorskie Porozumienia                                              | wejście w życie - 2005                                           | Proces barceloński                                                             | [ 10 ]                                   |
| Egipt                           | Euro-Sródziemnomorskie Porozumienia                                              | wejście w życie - 2003                                           | Proces barceloński                                                             | [ 11 ]                                   |
| Izrael                          | Euro-Sródziemnomorskie Porozumienia                                              | wejście w życie - 2000                                           | Proces barceloński                                                             | [ 12 ]                                   |
| Jordania                        | Euro-Sródziemnomorskie Porozumienia                                              | wejście w życie - 2002                                           | Proces barceloński                                                             | [ 13 ]                                   |
| Liban                           | Euro-Sródziemnomorskie Porozumienia                                              | wejście w życie - 2002                                           | Proces barceloński                                                             | [ 14 ]                                   |
| Maroko                          | Euro-Sródziemnomorskie Porozumienia                                              | wejście w życie - 2000                                           | Proces barceloński                                                             | [ 15 ]                                   |
| Autonomia Palestyńska           | Euro-Sródziemnomorskie Porozumienia                                              | wejście w życie - 1997                                           | Proces barceloński                                                             | prowizoryczna umowa;                     |
| Syria                           | Euro-Sródziemnomorskie Porozumienia                                              | negocjacje                                                       | Proces barceloński                                                             | [ 17 ]                                   |
| Tunezja                         | Euro-Sródziemnomorskie Porozumienia                                              | wejście w życie - 1998                                           | Proces barceloński                                                             | [ 18 ]                                   |
| Mauretania                      |                                                                                  | propozycja                                                       |                                                                                | związana z członkostwem Mauretanii w UdŚ |
| Mauretania                      |                                                                                  | perspektywa                                                      |                                                                                | obserwator w UdŚ                         |
| Rada Współpracy Zatoki Perskiej | Porozumienie o Wolnym Handlu                                                     | negocjacje                                                       |                                                                                | [ 19 ]                                   |
| Iran                            | Cooperation Agreement                                                            | negocjacje                                                       |                                                                                | [ 20 ]                                   |
| Irak                            | Cooperation Agreement                                                            | negocjacje                                                       |                                                                                | [ 21 ]                                   |
| AKP                             |                                                                                  | negocjacje                                                       |                                                                                | [ 22 ]                                   |
| Południowa Afryka               | Trade Development and Co-operation Agreement                                     | wejście w życie - 2000                                           |                                                                                | [ 23 ]                                   |
| Meksyk                          | Economic Partnership Agreement                                                   | wejście w życie - 2000                                           |                                                                                | [ 24 ]                                   |
| Chile                           | Umowa Stowarzyszeniowa                                                           | wejście w życie - 2003                                           |                                                                                | [ 25 ]                                   |
| Mercosur                        | Umowa Stowarzyszeniowa                                                           | negocjacje zakończone, czeka na ratyfikację                      | Stosunki Unii Europejskiej z państwami Ameryki Łacińskiej                      | [ 26 ]                                   |
| Andyjski Wspólny Rynek          | Porozumienie o Wolnym Handlu                                                     | wejście w życie - 2024                                           | Stosunki Unii Europejskiej z państwami Ameryki Łacińskiej                      | [ 27 ]                                   |
| CAFTA                           | Porozumienie o Wolnym Handlu                                                     | stosowana prowizorycznie - 2013                                  | Stosunki Unii Europejskiej z państwami Ameryki Łacińskiej                      | [ 28 ]                                   |
| CARICOM                         | Porozumienie o Wolnym Handlu                                                     | wejście w życie - 2008                                           |                                                                                | [ 29 ]                                   |
| Kanada                          |                                                                                  | stosowana prowizorycznie - 2017                                  | Stosunki Kanady z Unią Europejską                                              | [ 30 ]                                   |
| ASEAN                           | Porozumienie o Wolnym Handlu                                                     | negocjacje                                                       |                                                                                | [ 31 ]                                   |
| Korea Południowa                | Porozumienie o Wolnym Handlu                                                     | wszedł w życie - 2015                                            |                                                                                | [ 32 ]                                   |
| Indie                           | Porozumienie o Wolnym Handlu                                                     | propozycja                                                       |                                                                                | [ 33 ]                                   |
| Singapur                        | Porozumienie o Wolnym Handlu                                                     | stosowana prowizorycznie - 2019                                  |                                                                                | [ 34 ]                                   |
| Japonia                         | Porozumienie o Wolnym Handlu                                                     | wszedł w życie - 2019                                            |                                                                                | [ 35 ]                                   |
| Gruzja                          | Porozumienie o Wolnym Handlu                                                     | wszedł w życie - 2016                                            |                                                                                | [ 36 ]                                   |
| Australia                       | Porozumienie o Wolnym Handlu                                                     | negocjacje                                                       |                                                                                | [ 37 ]                                   |
| Nowa Zelandia                   | Porozumienie o Wolnym Handlu                                                     | wszedł w życie - 2024                                            |                                                                                | [ 38 ]                                   |